# Птах (фараон)
Птах — безіменний давньоєгипетський фараон з I династії